# Remenoville
Remenoville ist eine französische Gemeinde mit 156 Einwohnern (Stand 1. Januar 2022) im Département Meurthe-et-Moselle in der Region Grand Est (vor 2016 Lothringen). Sie gehört zum Arrondissement Lunéville und zum Kanton Lunéville-2. Die Einwohner nennen sich Remenovillois(es).

## Geografie
Die Gemeinde liegt etwa 33 Kilometer südöstlich von Nancy im Süden des Départements Meurthe-et-Moselle in einer Ebene. Nachbargemeinden sind Gerbéviller im Norden und Osten, Seranville im Osten, Giriviller im Südosten, Vennezey im Süden, Rozelieures im Südwesten sowie Moriviller im Westen.

## Geschichte
Erste menschliche Spuren stammen aus fränkischer Zeit. Die heutige Gemeinde wurde 1114 indirekt (Romonoldi villa) in der lateinischen Form Romonoldi erstmals in einem Dokument erwähnt. Eine erste französische Form tauchte in einem Dokument der Abtei Beaupré als Remenovilla im Jahr 1164 auf. Remenoville gehörte historisch zur Vogtei (Bailliage) Lunéville und somit zum Herzogtum Lothringen, das 1766 an Frankreich fiel. Bis zur Französischen Revolution lag die Gemeinde dann im Grand-gouvernement de Lorraine-et-Barrois. Von 1793 bis 1801 war die Gemeinde dem Distrikt Lunéville zugeteilt. Seit 1801 ist Remenoville dem Arrondissement Lunéville zugeordnet. Die Gemeinde lag bis 1871 im alten Département Meurthe. Im Ersten Weltkrieg wurde die Gemeinde im August 1914 während der Schlacht an der Trouée de Charmes vollständig zerstört.

## Bevölkerungsentwicklung
| Jahr                       | 1962 | 1968 | 1975 | 1982 | 1990 | 1999 | 2007 | 2019 |
| Einwohner                  | 122  | 103  | 109  | 121  | 163  | 154  | 141  | 158  |
| Quellen: Cassini und INSEE |      |      |      |      |      |      |      |      |

## Verkehr
Remenoville liegt nahe bedeutender Verkehrswege. Der Verkehr auf der Bahnstrecke von Mont-sur-Meurthe nach Bruyères wurde 1980 eingestellt und ist heute teilweise ein Radweg. In der Gemeinde Mont-sur-Meurthe liegt die nächstgelegene Haltestelle an der Bahnstrecke von Paris nach Straßburg. Die N59 führt wenige Kilometer nordöstlich der Gemeinde vorbei. Der nächstgelegene Anschluss ist in Moncel-lès-Lunéville. Für den regionalen Verkehr ist die D144 wichtig, die durch das Dorf führt.

## Sehenswürdigkeiten
- Dorfkirche Saint-Epvre; nach dem Ersten Weltkrieg wiederaufgebaut. Die drei Altäre sind Monuments historiques.
- Denkmal und Gedenkplatte für die Gefallenen[1]
- Wegkreuz an der Rue de la Barre